# Jürgen John
Pour les articles homonymes, voir John.
Jürgen John (né le 1er septembre 1942 à Arnstadt) est un historien allemand spécialisé dans l'histoire régionale.

## Biographie
Après des études d'histoire et d'histoire de l'art à l'université d'Iéna et à l'université de Halle de 1960 à 1965, John obtient son doctorat en 1969 et son habilitation (doctorat B) à Iéna en 1984. Entre 1965 et 1985, il travaille comme assistant de recherche à l'Université d'Iéna, interrompu par un poste à l'Association des producteurs de films et de télévision de Berlin (de) (1972-1975). De 1985 jusqu'à sa dissolution en 1991, John est membre de l'Académie des sciences de la RDA à Berlin et est employé par l'Initiative de coordination et de développement de Berlin jusqu'en 1993. Grâce au programme d'intégration des scientifiques (de) (WIP), John peut poursuivre ses recherches à l'Université d'Iéna jusqu'à ce qu'il soit nommé professeur doté pour l'histoire régionale moderne de l'Allemagne centrale en 1995.
Les principaux domaines de recherche de John comprennent l'histoire régionale comparée, l'histoire de l'Allemagne centrale et la planification de l'Allemagne centrale, en particulier l'histoire régionale de Thuringe de 1920 à 1952, ainsi que l'histoire plus récente de la ville d'Iéna et l'histoire universitaire. Sa thèse sur l'industrie d'armement de Thuringe est considérée comme la première étude scientifique régionale sur le national-socialisme dans l'espace germanophone. Entre autres choses, John dirige le projet de recherche interdisciplinaire Deutschlands Mitte (sur les élites intellectuelles régionales) et le projet de recherche Die NS Gaue als Mobilisierungsstrukturen im Krieg (sur les politiques agricoles et d'armement axées sur la guerre), tous deux financés par le Fondation allemande pour la recherche (DFG).
Jusqu'en 2006, John est membre de la Commission historique de Thuringe (de). Il prend sa retraite en 2007 et continue à mener des recherches à Iéna depuis. Il est co-éditeur de la série Quellen und Beiträge zur Geschichte der Universität Jena. John publie divers volumes dans la série Quellen zur Geschichte Thüringens pour le Centre d'État d'éducation politique de Thuringe (de).

## Travaux (sélection)
Une bibliographie imprimée (à partir de 2007) peut être trouvée dans : Reinhard Jonscher, Oliver Lemuth, Thomas Pester : Publikationsverzeichnis (1965–2007), dans : Monika Gibas, Rüdiger Stutz (de), Justus H. Ulbricht (de) (éds.): Couragierte Wissenschaft. Eine Festschrift für Jürgen John zum 65. Geburtstag. Glaux, Iéna 2007, pp. 401–408.

### rédactions
- mit Jens Blecher (Hrsg.): Hochschulumbau Ost. Die Transformation des DDR-Hochschulwesens nach 1989/90 in typologisch-vergleichender Perspektive, Franz Steiner Verlag, Stuttgart 2021,  (ISBN 978-3-515-12961-9).
- mit Peter Fauser (de), Rüdiger Stutz und Christian Faludi (Mitarb.): Peter Petersen und die Jenaplan-Pädagogik. Historische und aktuelle Perspektiven, Steiner, Stuttgart 2012,  (ISBN 978-3-515-10208-7).
- mit Michael Grüttner, Rüdiger Hachtmann (de), Konrad Jarausch (de), Matthias Middell (de): Gebrochene Wissenschaftskulturen. Universität und Politik im 20. Jahrhundert. Vandenhoeck & Ruprecht, Göttingen 2010,  (ISBN 978-3-525-35899-3).
- mit Christian Faludi (Bearb.): „Stellt alles Trennende zurück!“ Eine Quellenedition zum „Wartburgtreffen der Deutschen Studentenschaft Pfingsten 1948“ in Eisenach, Steiner, Stuttgart 2010,  (ISBN 978-3-515-09795-6).
- mit Justus H. Ulbricht: Jena – ein nationaler Erinnerungsort? Böhlau, Köln/Weimar/Wien 2009.
- mit Joachim Hendel, Uwe Hoßfeld (de), Oliver Lehmuth, Rüdiger Stutz (Bearb.): Wege der Wissenschaft im Nationalsozialismus. Dokumente zur Universität Jena, 1933–1945, Steiner, Stuttgart 2007,  (ISBN 978-3-515-09006-3).
- mit Horst Möller, Thomas Schaarschmidt: Die NS-Gaue. Regionale Mittelinstanzen im zentralisierten „Führerstaat“? Oldenbourg, München 2007,  (ISBN 3-486-58086-8).
- mit Ralph Jessen (de): Wissenschaft und Universitäten im geteilten Deutschland der 1960er Jahre (= Jahrbuch für Universitätsgeschichte (de), Band 8), Steiner, Stuttgart 2005.
- mit Dirk van Laak, Joachim von Puttkamer (de): Zeit-Geschichten. Miniaturen in Lutz Niethammers Manier, Essen 2005.
- mit Uwe Hoßfeld (de), Oliver Lehmuth, Rüdiger Stutz: „Kämpferische Wissenschaft“. Studien zur Universität Jena im Nationalsozialismus, Böhlau, Köln/Weimar/Wien 2003,  (ISBN 978-3-412-04102-1).
- mit Reinhard Jonscher, Heinz Mestrup, Axel Stelzner: Geschichte in Daten. Thüringen, Wiesbaden 2003.
- „Mitteldeutschland“. Begriff – Geschichte – Konstrukt, Hain-Verlag, Rudolstadt/Jena 2001,  (ISBN 3-89807-023-9).
- mit Lutz Heydick, Günther Hoppe: Historischer Führer – Stätten und Denkmale der Geschichte in den Bezirken Erfurt, Gera, Suhl, Urania-Verlag, Leipzig 1978.

### essais
- mit Rüdiger Stutz: Die Jenaer Universität 1918–1945, in: Traditionen – Brüche – Wandlungen. Die Universität Jena 1850–1995, Böhlau, Köln [u. a.] 2009, S. 270–587.
- Der Mythos vom „rein gebliebenen Geist“: Denkmuster und Strategien des intellektuellen Neubeginns 1945, in: Uwe Hoßfeld, Tobias Kaiser, Heinz Mestrup (Hrsg.): Hochschule im Sozialismus. Studien zur Friedrich-Schiller-Universität Jena (1945–1990), Böhlau, Köln/Weimar/Wien 2007.
- Zeitgeschichte und Erinnerungskultur. Grundaspekte und ein Fallbeispiel: Die Erinnerungslandschaft Rudelsburg-Saaleck, in: Ramona Myrrhe (Hrsg.): Geschichte als Beruf. Demokratie und Diktatur. Protestantismus und politische Kultur. Festschrift zum 65. Geburtstag von Klaus Erich Pollmann, Halle 2005, S. 121–138.
- Das Bild der Novemberrevolution 1918 in Geschichtspolitik und Geschichtswissenschaft der DDR, in: Heinrich August Winkler (Hrsg.): Weimar im Widerstreit. Deutungen der ersten deutschen Republik im geteilten Deutschland (= Schriftenreihe der Stiftung Reichspräsident-Friedrich-Ebert-Gedenkstätte, 10), Oldenburg, München 2002, S. 43–84.